# スコット郡区 (アイオワ州ブエナビスタ郡)
スコット郡区は、アメリカ合衆国、アイオワ州、ブエナビスタ郡にある16の郡区の一つである。2000年の国勢調査で、人口は245人だった。

## 地理
スコット郡区は、94.5平方キロメートル（36.48平方マイル)で、組み込まれている自治体(incorporated settlements)はない。